# Zbór Kościoła Zielonoświątkowego „Nowe Życie” w Czechowicach-Dziedzicach
Zbór Kościoła Zielonoświątkowego „Nowe Życie” w Czechowicach-Dziedzicach – zbór ewangeliczny o charakterze zielonoświątkowym, mający siedzibę w Czechowicach-Dziedzicach przy ul. Hutniczej 5. Należy do Kościoła Zielonoświątkowego w RP.

## Historia
W 1990 do Czechowic-Dziedzic przybyła nawrócona rodzina z Australii. Dzięki nim nawracały się kolejne osoby, co zaowocowało rozpoczęciem organizowania nieformalnych i nieregularnych spotkań wierzących przy ul. Traugutta. We wrześniu 1991 zaczęto spotykać się regularnie w piątki ul. Jasnej, a funkcję lidera miejscowej grupy objął Zbigniew Oświeciński. Początkowo w zgromadzeniach brało udział 8 dorosłych osób. W 1992 dołączyło do nich kolejnych czterech wiernych z Karniowa oraz dalsze osoby z Czechowic. Wkrótce siedmiu członków grupy ochrzciło się. W kolejnych latach dołączali kolejni członkowie grupy.
W okresie 1995–1997 grupę obsługiwał również brat Paweł Kościukiewicz, a w latach 1995-2000 bracia: Grzegorz Ilczuk, Bogusław Helbin, Edward Lorek, Przemysław Kuriata i Jacek Janicki. Pod koniec lat 90. XX wieku prowadzącymi grupę byli Marcin Grzywacz i Jan Staszek.
Od 2000 spotkania zostały przekształcone na grupę biblijną, której liderem został w styczniu 2001 Marcin Grzywacz. Sformalizowały się również działające w jej łonie służby, jak kaznodziejska, uwielbienia, modlitewna, katechetyczna i skarbnik grupowy. Działała biblioteczka grupowa i kącik prasowy.
Wraz ze wzrostem liczby członków, od września 2002 spotkania przeniesiono do budynku Domu Kultury „Kolejarz” przy ul. Marii Konopnickiej 10. W maju 2003 grupa została przekształcona w punkt misyjny Zboru Kościoła Zielonoświątkowego „Filadelfia” w Bielsku-Białej. Spotkania grupy misyjnej miały miejsce co tydzień w piątki, dodatkowo we wtorki miały miejsce spotkania modlitewne, które odbywały się w prywatnym mieszkaniu lidera wspólnoty.
W październiku 2003 rozpoczęto prowadzenie raz w miesiącu nabożeństw niedzielnych. Od grudnia 2004 miejscem spotkań czechowickich wiernych stała się świetlica kopalni przy ul. Nad Białką 2A.
Od czerwca 2006 na nabożeństwach zaczął usługiwać prezbiter Andrzej Luber, który równocześnie prowadził punkt misyjny w Pszczynie, odbywające się w domu prywatnym. Od października 2006 zainaugurowano ewangelizacje, odbywające się raz w miesiącu w Czechowicach i w Pszczynie.
W grudniu 2006 czechowiccy wierni powołali samodzielny zbór, który utworzyło 19 dotychczasowych członków zboru w Bielsku-Białej oraz 7 osób należących do tej pory do zboru „Elim” w Żorach. Pastorem nowej jednostki został Andrzej Luber, co stało się na mocy decyzji członków zboru z dnia 17 grudnia 2006. Regularne nabożeństwa zboru w Czechowicach rozpoczęto prowadzić od stycznia 2007. Zbór ten przejął również od zboru żorskiego administrację nad grupą misyjną w Pszczynie, spotykająca się co dwa tygodnie.
7 stycznia 2007 zbór przyjął nazwę „Nowe Życie”.